# Catedral de Dranda
La catedral de Dranda (abkhaz: Нанҳәа иазку Дранда-ныха; georgià: დრანდის ტაძარი) és una catedral de l'Església ortodoxa georgiana situada a Dranda, al districte de Gulripshi de la República d'Abkhàzia, de facto independent, reconeguda internacionalment com a part de Geòrgia, és una regió disputada. L'any 2006 fou inclosa a la Llista de Monuments Culturals destacats de Geòrgia.

## Història

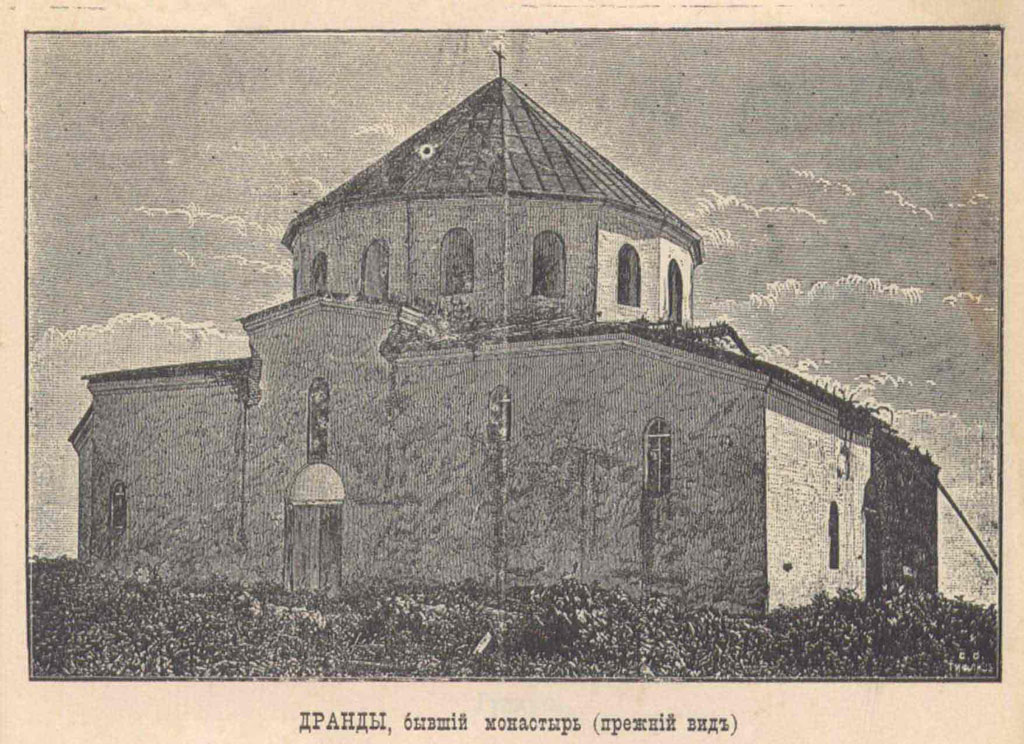
Catedral circa 1900

Segons l'historiador romà Procopi, l'any 551 l'emperador Justinià I va construir un temple en aquests voltants, que es creu que era el que avui és la catedral de Dranda. Per al catolicisme ortodox georgià d'Abkhàzia, Dranda era la seu d'un bisbat.
L'historiador, arqueòleg i etnògraf rus i georgià Dmitry Bakradze, que va visitar la catedral de Dranda el 1860, va informar que el temple estava pintat amb frescs. Tanmateix, amb el temps, van ser completament destruïts. Al 1880, es va establir un monestir masculí en la catedral; els monjos, portats d'Atos, van realitzar la seva restauració canviant-ne l'aparença arquitectural, es va construir el cor en una part del lloc on n'hi havia l'antic nàrtex. La comtessa Uvarova va comentar en la seva obra que «l'església restaurada li havia fet l'efecte més terrible». Va ser clausurada el 1928.

## Característiques arquitectòniques

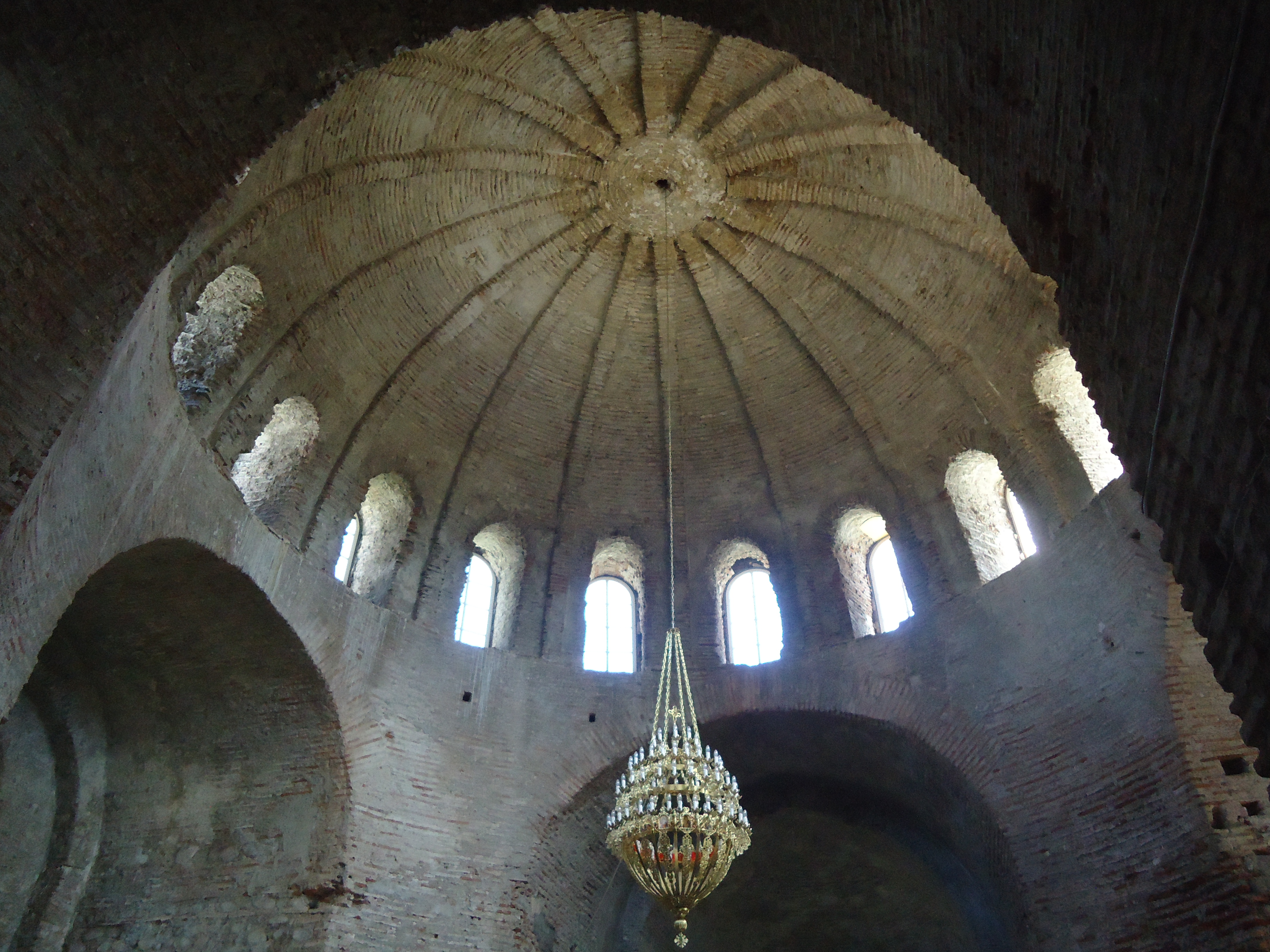
Interior a l'any 2013

La catedral pertany al tipus d'església en creu inscrita en un rectangle (27,3 x 19,5 m), formada en l'arquitectura romana d'Orient als segles V-VIII. Adjacent a la part oriental té tres absis pentagonals que inclouen l'altar principal, sagristia i prothesis. A la part oest, el temple mostra un nàrtex. La cúpula del temple va ser erigida sobre un tambor de setze costats amb finestres.
El 10 de febrer de 2011, el Govern d'Abkhàzia va transferir la catedral a l'Església ortodoxa d'Abkhàzia per a ús gratuït i il·limitat. El resultat va ser la pèrdua d'alguns elements genuïns de l'antiga arquitectura, inclosa la destrucció de les restes d'un dels pocs baptisteris supervivents dels segles VI - VII: al seu lloc es va construir una nova font de formigó.